# Tarek Rasouli
Tarek Rasouli (* 1974) ist ein ehemaliger deutscher BMX- und Mountainbike-Profi-Freerider. Seit einem Unfall im Jahr 2002 ist er querschnittgelähmt. Heute ist er Geschäftsführer seiner Sportmarketing- und Kommunikationsagentur Rasoulution in München.

## Leben
Tarek Rasouli ist in München aufgewachsen. Im Alter von neun Jahren begann er im Jahr 1983, BMX-Räder zu fahren. In den frühen 1990er Jahren wurde er Mitglied des „University of BMX“-Trainingscamps, mit dem er in den USA trainierte. Nach dem Abschluss der Schule ging er wieder in die USA, um an Wettbewerben teilzunehmen. Ungefähr im Jahr 1994 wechselte er von BMX-Rädern auf Mountainbikes (MTB). Rasouli gewann mit dem BMX die Münchener Stadtmeisterschaft, den Württemberg-Cup, wurde Bayerischer Meister und Deutscher Meister. Mit seinem Freund Igor Obu trat er gemeinsam in Show-Veranstaltungen auf, wo sie 24 Personen oder eine Höhe von 1,07 Meter übersprangen.
Rasouli wurde auch als Model für Werbung, Kataloge und Kalender abgelichtet. Er zierte eine zweistellige Zahl an Covern internationaler Bike-Magazine. Er war „einer der bekanntesten Mountainbiker“.
Im kanadischen Ort Sun Peaks kam es am 23. Juli 2002 bei Dreharbeiten für den Film Kranked 5 zu einem Unfall: Nach einem 17 Meter weiten Sprung realisierte Rasouli, dass er zu weit gesprungen war. Er ließ das Fahrrad los und landete aus sechs Metern Höhe auf den Füßen, wobei er sich den ersten Lendenwirbel brach. Seitdem ist er querschnittgelähmt.
Nach der Reha-Phase startete Rasouli für Zeitschriften Szene-Kolumnen zu schreiben und wurde schließlich angefragt, ein Event zu organisieren. Aus «Ride to the Lake» in Konstanz wurde später Red Bull District Ride, eine Veranstaltung vor zehntausenden Zuschauern, zuletzt etwa in der Nürnberger Altstadt.
Dies war der Grundstein für sein eigenes Unternehmen Rasoulution, eine international tätige Sportmarketing- und Kommunikationsagentur mit Sitz in München. Als Athleten-Manager hat er heutige Stars der Bike-Szene wie beispielsweise Fabio Wibmer, Danny MacAskill, Erik Fedko oder Emil Johansson entdeckt und betreut, zahlreiche noch heute.
Rasouli ist seit 2005 Botschafter der Wings-for-Life-Stiftung, die sich für die Heilung von Querschnittslähmung einsetzt. Weiter ist er Mitgründer und Vorstandsmitglied des Verbands FMBA (Freeride Mountain Bike Association).
2022 wurde Tarek Rasouli als fünfter Deutscher in die Mountainbike Hall of Fame aufgenommen.